# Hárman a Földön: Arcadia meséi
A Hárman a Földön: Arcadia meséi (eredeti cím: 3Below: Tales of Arcadia) 2018-tól 2019-ig futott amerikai televíziós 3D-s számítógépes animációs sci-fi-fantasysorozat, amelyet Guillermo del Toro alkotott meg. 
A DreamWorks Animation gyártásában készült, 2018. december 21-én debütált Netflix oldalán. Magyarországon még nem mutatták be.

## Szereplők
| Szereplő                     | Eredeti hang    |
| ---------------------------- | --------------- |
| Aja Tarron hercegnő          | Tatiana Maslany |
| Coranda királynő             | Tatiana Maslany |
| Krel Tarron koronaherceg     | Diego Luna      |
| Varvatos Vex parancsnok      | Nick Offerman   |
| Anyahajó                     | Glenn Close     |
| Val Morando tábornok         | Alon Aboutboul  |
| Kubritz tiszt                | Uzo Aduba       |
| Fialkov király               | Andy Garcia     |
| Dadblank                     | Tom Kenny       |
| Momblank                     | Cheryl Hines    |
| Stuart                       | Nick Frost      |
| Zeron Omega                  | Ann Dowd        |
| Zadra                        | Hayley Atwell   |
| Loth Saborian                | Chris Obi       |
| Eli Pepperjack               | Cole Sand       |
| Steve Palchuk                | Steven Yeun     |
| Tobias "Toby" Domzalski      | Charlie Saxton  |
| Aarghaumont "AAARRRGGHH!!!"  | Fred Tatasciore |
| Jim Lake Jr. / Trollvadász   | Emile Hirsch    |
| Claire Nuñez                 | Lexi Medrano    |
| Blinkous "Blinky" Galadrigal | Kelsey Grammer  |
| Archie                       | Alfred Molina   |

## Epizódok
| Évad | Évad | Epizódok | Eredeti sugárzás   | Eredeti sugárzás   | Magyar sugárzás | Magyar sugárzás |
| Évad | Évad | Epizódok | Évadpremier        | Évadfinálé         | Évadpremier     | Évadfinálé      |
| ---- | ---- | -------- | ------------------ | ------------------ | --------------- | --------------- |
|      | 1    | 13       | 2018. december 21. | 2018. december 21. | TBA             | TBA             |
|      | 2    | 13       | 2019. július 12.   | 2019. július 12.   | TBA             | TBA             |

### 1. évad (2018)
| #   | #   | Eredeti cím           | Magyar cím | Rendezte                            | Eredeti premier    | Magyar premier |
| --- | --- | --------------------- | ---------- | ----------------------------------- | ------------------ | -------------- |
| 1.  | 1.  | Terra Incognita       |            | Guillermo del Toro és Rodrigo Blaas | 2018. december 21. |                |
| 2.  | 2.  | Terra Incognita       |            | Guillermo del Toro és Rodrigo Blaas | 2018. december 21. |                |
| 3.  | 3.  | Mind Over Matter      |            | Johane Matte                        | 2018. december 21. |                |
| 4.  | 4.  | Beetle Mania          |            | Elaine Bogan                        | 2018. december 21. |                |
| 5.  | 5.  | Collision Course      |            | Andrew Schmidt                      | 2018. december 21. |                |
| 6.  | 6.  | D'aja Vu              |            | Johane Matte                        | 2018. december 21. |                |
| 7.  | 7.  | Flying the Coop       |            | Johane Matte                        | 2018. december 21. |                |
| 8.  | 8.  | Party Crashers        |            | Elaine Bogan                        | 2018. december 21. |                |
| 9.  | 9.  | Lightning in a Bottle |            | Andrew Schmidt                      | 2018. december 21. |                |
| 10. | 10. | The Arcadian Job      |            | Johane Matte és John Laus           | 2018. december 21. |                |
| 11. | 11. | Truth Be Told         |            | Elaine Bogan                        | 2018. december 21. |                |
| 12. | 12. | Last Night on Earth   |            | Andrew Schmidt                      | 2018. december 21. |                |
| 13. | 13. | Bad Omen              |            | Rodrigo Blaas                       | 2018. december 21. |                |

### 2. évad (2019)
| #   | #   | Eredeti cím                              | Magyar cím | Rendezte                               | Eredeti premier  | Magyar premier |
| --- | --- | ---------------------------------------- | ---------- | -------------------------------------- | ---------------- | -------------- |
| 14. | 1.  | Moving Day                               |            | Andrew Schmidt                         | 2019. július 12. |                |
| 15. | 2.  | Moonlight Run                            |            | Johane Matte                           | 2019. július 12. |                |
| 16. | 3.  | Dogfight Days of Summer                  |            | Elaine Bogan                           | 2019. július 12. |                |
| 17. | 4.  | Mother's Day                             |            | Andrew L. Schmidt                      | 2019. július 12. |                |
| 18. | 5.  | Ill Gotten Gains                         |            | Elaine Bogan és Francisco Ruiz Velasco | 2019. július 12. |                |
| 19. | 6.  | There's Something About Gwen (of Gorbon) |            | Johane Matte                           | 2019. július 12. |                |
| 20. | 7.  | Asteroid Rage                            |            | Andrew Schmidt                         | 2019. július 12. |                |
| 21. | 8.  | Luug's Day Out                           |            | Johane Matte                           | 2019. július 12. |                |
| 22. | 9.  | The Fall of House Tarron                 |            | Francisco Ruiz Velasco és Elaine Bogan | 2019. július 12. |                |
| 23. | 10. | The Big Sleep                            |            | Rodrigo Blaas                          | 2019. július 12. |                |
| 24. | 11. | Return to Trollmarket                    |            | Andrew Schmidt                         | 2019. július 12. |                |
| 25. | 12. | A Glorious End: Part 1                   |            | Francisco Ruiz Velasco                 | 2019. július 12. |                |
| 26. | 13. | A Glorious End: Part 2                   |            | Rodrigo Blaas és Johane Matte          | 2019. július 12. |                |